# IBM System/360
IBM System/360 ime je za sustav računalne obitelji kojeg je javnosti predstavila američka tvrtka IBM 7. travnja 1964. Svojom pojavom System/360 napravilo je ogromni pomak u tehnologiji računarstva. Svojom slojevnom izvedbom počevši od skopovlja i koje je nastavljeno u operacijskom sustavu tvrtka IBM uspjela je stvoriti liniju računala koje su korisnici lako mogli proširiti ili prijeći na brži model. Sve do tog vremena svaka nova linija računala bila je unikatna i uvođenje novog stroja zahtijevalo je velike promjene, a najveći ekonomski gubitak bilo je prepravljanje softvera za novi sustav. Glavni arhitekt projekta bio je Gene Amdahl, dok je voditelj projekta bio Fred Brooks.

## Povijest razvoja
Sve do pojave IBM System/360, računalne sustave većinom se razvijalo kao unikatne sustave koji su bili skupi za nabaviti i održavati. Proširivanje i poboljšavanje pojedinih svojstava bili su otežani, zbog unikatnosti svakog proizvoda, nedostatka standarda te malim serijama proizvoda. Mnoge tvrtke kada bi dizajnirale nove sustave mnogo puta su bili nekompatibilni s prijašnjim sustavima, a zbog nedostatak softverskih alatki, viših programskih jezika prisiljavalo je korisnike trošiti resurse na prepravljanje programske podrške za nove strojeve. Zbog ovih problema, primjena računalne tehnologije bila je nedostupna mnogim manjim tvrtkama i organizacijama, no i za veće tvrtke i organizacije posjedovanje računalnih sustava bio je trošak za kojeg su bile potrebne ozbiljne justifikacije. IBM-ovo rukovodstvo bio je upoznato s ovim problemima i bili su svjesni da ako ne naprave promjene u načinu vođenja tvrtke da će veće uvođenje računala u ekonomiji i pojavljivanjem novih tvrtki bez okova velike birokracije i teret nasljedstva starih proizvoda stvarati sve više problema IBMu tako što će IBM početi kaskati na tržištu za svojim takmacima i nestati kao tvrtka. Krajem 1950-tih postojale su indicije da se zbog velike profitabilnosti računalne industrije na tržištu su se pojavljivale mnoge novije tvrtke posebno kroz inovacije kao masovna proizvodnja tranzistora krajem 1940-tih da tehnološke inovacije će pomesti one tvrke koje nisu spremne uzeti ove inovacije u svoj proizvodni ciklus. Isto tako početak svemirske trke u stvari dovelo je do veće potražnje za manjim sustavima od strane državnih organizacija, vojske i tvrtki koje su htjele dobiti više ugovora s američkom državom, tako da je jagma za računalima bila stvarna.
Dne 1956. IBM-ov novi predsjednik Tom Waston mlađi koji je preuzeo upravljanje tvrtke od svoga oca Tomasa Watsona, ozbiljno je promatrao tržište I bio je svjestan da će elektronika i elektronička računala postati okosnica u svijetu statistike i računanja koji će zamijeniti tadašnje elektromehaničke uređaje koji su bili glavnina IBMovog prometa. Tom Watson mlađi imao je radno iskustvo u ekektronici jer je vojnu službu za vrijeme Drugog svjetskog rata imao kao mornarički zrakoplovac, i izrazio je veliko zanimanje prema elektronici. Također je znao da IBMov primat na tržištu polako počinje jenjavati zbog uslaksa raznih takmaca na tržište. Bilo mu je jasno da IBM nema odgovor na takmaca u računalu UNIVAC. Watson je ponukao vodeće osobe unutar trvrtke da promotre i ako moguće predvidjeti gdje će tržište ići i što IBM mora učiniti da bi se što bolje postavio na čelo tog tržišta, bez obzira na to što je IBM tada bila navjeća tvrtka u prikupljanju i obradi podataka. Ovim svim problemima i zahtjevima bio je upoznat dr Robert O. Evans, koji počeo raditi u IBM-ovom prvom računalu IBM 701 1951. godine i koji je bio glavni "motor" iza projekta IBM System/360. Predsjednik IBMa Tom Watson mlađi, sin osnivača tvrkte IBM, odlučio je u rujnu 1961. godine da se unutar IBMa osnuje radnu skupinu koja je imala zadatak da formulira viziju i strategiju za budući smjer IBMa. Radna skupina imala je rok 8 tjedana da priprave izvještaj. Nakon što je skupina uspjela završiti svoj zadatak, izvještaj je bio poslan svim rukovodiocima unutar tvrtke 28. prosinca 1961. godine. Izvještaj koji je bila poslovna tajna i imao ime Processor Products—Final Report of SPREAD Task Group bio je kontroverzan i izazvao je mnogu komešanja unutar IBMa, jer je u izvještaju bilo preporučeno da se napusti tadašnji način stvaranja novih strojeva, i da se okrene prema jedinstvenoj arhitekturi kompatibilnih računala i standardiziranih perifernih jedinica, jer dotadašnja praksa unutar IBMa između 1952. i 1962. godine proizvodili su se modeli (140, 1620, 7030, 7040, 7070, 7080, 7090) koji su nisu bili kompatiblini jedni s drugima i tako su stvarali problem IBMu i njihovim korisnicima. Isto tako kroz svoj izvještaj SPREAD skupina je htjela udjediniti znastvena računala i poslovna računala, koja su tada bila smatrana kao dvije različite kategorije, jer po tadašnjem mišljenju znastvene aplikacije zatjevala velik broj računskih operacija, dok su poslovna zahtijevala veću pohranu i obradu podataka. Zbog te podjele postojale su različite arhitekture koje su rješavale te dvije zadaće.
Odmah nakon objave izvještaja IBMovo rukovodstvo se latilo posla. Unutar tvrtke nastale su velike is sveobuhvatne promjene. Ovaj pothvat koji je na sebe uzeo IBM u to vrijeme bilo je jedno od najskupljih poslovnih potvata svoga vremena koji je koštao tvrtku do tada neviđenu svotu od pet milijardi američih dolara (ta svota bila je tada predstavljala dvije godine bruto dohotka tvrtke) od 1964. do 1967. godine (2016. oko USD$38,5 milijardi) za stvaranje potrebne tehnologije, infrastrukture (tvornice, skladišta, mreže nabave), restruktuiranje i zapošljavanje kadrova za novi System/360. Ako se uzme u obzir da je izradnja atomske bombe kroz projekt Manhattan je koštao američku vladu USD$2.0milijardi tada se može uzeti u dubina i širina projekta koje je na sebe preduzela tvrtka IBM bila velika. Prema izvještaju tadašnjih medija, ovaj potez zvao se IBMov $5milijardni hazard, i mnogi su špekulirali da će IBM sam sebe uništiti kroz projekt System/360 Ovaj hazard odnosno ovo kockanje, se uvelike isplatilo IBMu, jer financijske poslovanje između 1. siječnja 1966. i 31. prosinca 1971. godine IBMov bruto dohodak se povećao za 2,3 puta tj. s USD$3,6milijardi(1966.) na USD$8.6milijardi(1971.), dok se neto dohodak poslije poreza povećao isto za 2,3 puta s USD$477milijuna na USD$1,1milijardi.

## Dizajn
Po prvi put jedna tvrtka je izbacila na tržište toliko modela koji su bili međusobno kompatibilni, od sustava s niskom do sustava s visokim performansama. Ovo je omogućavalo korisnicima sustava lako prebacivanje svoje programske podrške s manjeg sustava na veći, bez ikakvih preinaka. U arhitekturi IBM System/360 dizajneri su rabili mikroprogram kao svoju osnovicu, i s tim je omogućavalo veliku savitljivost u izvedbi sklopovlja, no najbrži modeli imali su tvrdoužićenu izvedbu jer mikroprogram nije dozvoljavao velike brzine s obzirom na tehnologije koje su se rabile u to vrijeme u izradi sklopovlja.
Kao glavnu gradivnu jedinicu za izradu System/360 IBM je rabio Solid Logic Technology odnosno SLT hibridna integirirana kola, koje su oni sami razvili unutar tvrtke za ovaj projekt jer tadašnja zrelost proizvodnje integiranih kola predstavljalo je rizik za IBM tako da je rukovodstvo izabralo "srednji put". Integrirana kola u SLT izradi sastojala se od skupa dijelova koji su bili sastavljeni od dva posebna integrirana kruga jedan je bio sastavljene od dvije diode a drugi od tranzstora. Oba integrirana kruga bili izrađeni na zasebne pločica koji su bili kvadradtići veličine 0.025 kvadratnih cola. Diode i transistor koji su bili stavljeni na posebnu keramike veličine 0.5cola. Kroz keramičku pločicu su bile probušene rupe kroz koje su bile provučeno 12 iglica na dnu a na vrhu su sitotiskom dodavali linije koje su spajale razne dijelove ekektorničkog kruga. Otpornici su isto tako bili izrašeni u sitotisku.
Po završtku SLT blokovi su bili presvučeni s keramikom ili sa staklom, i tako su bile zaštićene od prašine i ostalih elementata prilikom iskorištavanja. SLT kvadratići bili su od tri tipa: I,ILI, ili NE kola.
Iako su dizajeri imali opciju samo tri vrste SLT kockica (I,ILI,NE), ovo je dozvoljavalo izgradnju raznih kombinatoričkih krugova. Spajanjem SLT kockica dizajeri su stvarali SLT module na standardiziranim višeslojnim tiskanim pločicama 8.5"x12.5" cola, koje su na dnu imale standardizirani rubni veznik. Na svakoj moduli bilo je mjesta za najviše 36 SLT kockica. SLT module su bile također standardizirane, tako da su ove veće module bili vezivani s kablovima u veće podsisteme, a poslije okviri i ormarići.
Proizvodnja SLT kockica započela je 1964. godine u visini od 6 milijuna komada na godinu. Rukovodstvo je htjelo povisiti tu proizvodnju na 56 milijuna jedinica 1965. godine, no zbog problema s proizvodnom tehnologijom počeli su se nizati problem s kvalitetom, i IBM je odlučio prekinuti proizvodnju na kratko brijeme tako da kada su se ovi problemi otklonili. Zbog ovog zatvaranja isporuka gotovih sistema kasnila je je između 2 do 4 mjeseca. Nakon rješavanja ovih problema, IBM je u svojoj tvornici u East Fishkillu mogao povisiti proizvodnju SLT jedinica na 90 milijuna jedinica 1966. godine. Ovaj broj je bio najveći broj poluprovodnika nego cijela proizvodnja ostalih proizvođaća poluprovodnika na svijetu te godine. IBM je također otvorila dvije tvornice za SLT module u Burlington, Vermont (SAD) i u Essonnes u Francuskoj.

### Ormarići
Tvrtka IBM imala je dobro razvijeni sistem za razlikovanje komponenata za svoje sustave. Za IBM System/360 za prvi broj rabila se znamenka 2, i za svaku komponentu rabio je četveroznamenkasti broj:
- 20xx : Preradničke jedinice
- 21xx : Jedinice za napajanje
- 22xx : Zasloni
- 23xx : Izravna masovna spremišta podataka (kruti disk)
- 24xx : Jedinice za magnetske trake
- 25xx : Jedinice za bušene kartice
- 26xx : Jedinice za bušene trake
- 27xx : Komunikacijska oprema
- 28xx : Upravljačke jedinice i jedinice za upravljanje kanala
- 29xx : Ostala oprema koja ne spada u gornje kategorije

### Memorija
Tokom kasnih 1950tih i ranih 1960tih godina, u za glavnu memoriju računala većinom su se rabile feritne jezgre u kojem je IBM bila jedna od vodećih tvrtki u njihovoj proizvodnji u to vrijeme. Za IBM System/360 inženjeri IBMa su napravili nekoliko unaprijeđnja koja je omogućavala veću gustoću memorija po kvadratnom colu, brže čitanje i pisanje. Cijena memorija sačinjenih od magnetskih jezgra pala je s USD$1 po bitu sredniom 1950tih, na $0,01 po bitu tokom 1960-tih zbog otvaranja tvornica u državama s jeftinijom radnom snagom u Aziji. Da bi zadovoljili zahtjeve dizajnera i da bi mogli zadovoljiti izraženu potražnju, IBM je investirao mnogo ljudskih i proizvodnih potencijala. U to vrijeme magnetske jezgre bile su ustaljene u praksi ali su bile spore za zahtjeve pred kojima su bili dizajneri, a proizvodnje integriranih kola bila su nedovoljno zrela da bi se čekalo na njihovo usavršavanje. Za System/360 IBM je investirao u sljedeće tehnologije memorija:
1. magnetske jezgre za glavnu memoriju
2. Transformer Read Only Storage (TROS) koja se rabila za mikroprogram
3. Card Capacitance Read-Only Store (CCROS) koja se rabila za mikroprogram
4. Balanced Capacitance Read-Only Store (BCROS) koja se rabila za mikroprogram
5. Poluprovodničke memorije (u System/360 tek pred kraj proizvodnje rabile su se za trenutne memorije i spremike pri preradniku)[5]

IBM-ovom rukovodstvu inženjerima je bilo jasno da su magnetske memorije pred kraj svoje ekonomske iskoristivosti. IBM uložila mnogo sredstava u razvoj poluprovodničkim memorija sredinom 1960-tih, no suočeni s problemom serijske proizvodnje novih sistema, IBM je napravila sličnu odluku kao i s drugim tehnološkim rješenjima: ići s već ustaljenom tehnologijom da bi se zadovoljio proizodni lanac, te užurbanom pripremom i uvođenjem u proizvodnju tehnologije koje su se već dokazale u laboratorijima i koje su bile u tehnološkom dosegu.

#### Tehnologija
Memorije sačinjene od magneskih jezgri iako su bile pozdane bile su spore i u 1960tim imale su ciklus od 6 µs za čitanje i pisanje. Iako je ovo bilo dovoljno brzo za glavnu memoriju računarskog sistema, za potrebe mikromemorije i rada unutar preradnika magnetske memorije nisu bile dostatne. Da bi riješili ovaj izazov, IBM je iskoristio tada eksperimentalnu memoriju s imenom Transformer Read Only Storage (TROS) (Transformatorsko spremište za čitanje) koja je bila razvijena za računalo SCAMP u IBM-ovim laboratorijima u Engleskoj koje je imalo brzinu čitanja od 1 µs. TROS je radila u principu u kojem je smjer vezivanja žica bila važna u odlučivanju koji bit je 0 a koji 1; ako je bit bio 0 tada se žica obmotala nekoliko puta oko feritne jezgre, a za 1 ova žica se provlačila kroz središte jezgre. Ovaj eksperimentalni proizvod nakon nekoliko izmjena Model 40, dok na drugim modelima iz porodice System/360 rabile su se kondenzatorske memorije CCROS (Model 30) ili balansirane kondenzadorske memorije za čitanje BCROS za veće modele.Poslije 1968. u računalima System/360 rabile su se poluprovodniče memorije koje su imale ciklus od 80 ns.

### Obradnik
Glavna procesna ili obradna jedinica je osnova računarskih sustava, i one upravljaju i sinkroniziraju njegovim cjelokupnim. IBM-ov izazov bio je stvaranje cjelokupne porodice računarskih sistema od jefinih i sporih sustava do skupih i brzih sustava. Isto tako cilj IBMa je bila ta da programska podrška i cjelokupna porodica perifernih jedinica bude kompatibilna kroz cijelu obitelj.
| Model | Podatkovna širina (bita) | ALU (bita) | Sabirnica (bita) | Broj spremnika | Maks memorija (KB) | Izvedba mikromemorije | Ciklus (µs) |
| ----- | ------------------------ | ---------- | ---------------- | -------------- | ------------------ | --------------------- | ----------- |
| 30    | 8                        | 8          |                  |                | 64                 | mikroprogram TROS     | 1           |
| 40    | 8                        | 16         |                  |                | 256                | mikroprogram CROS     | 0.625       |
| 50    |                          |            |                  |                | 512                | mikroprogram CROS     | 0.5         |
| 65    | 32                       |            |                  |                | 1024               | mikroprogram CROS     | 0.25        |
| 75    | 32                       |            |                  |                | 1024               | ??                    | 0.25        |
| 91    | 32                       |            |                  |                | 4096               | Tvrdo umrežen         | ?           |

Isto tako uprava IBM-a i dizajneri su također htjeli uvesti sposobnosti izvođena mnogih programa u isto vrijeme bez intervencije ljudskog operatera, upravljanje mnogostrukim prerifernim jednicama i prijenosom podataka iz glavne memorije prema perifernim jednicama, s periferne jednice na perifernu jedincu, i s periferne jedinice prema preradniku i glavnoj memoriji.
Arhitektura obradnika bila je sljedeća:
- 16 općih spremnika veličine 32 bita (0 do 15)
- 4 spremnika za računanje u kliznom zarezu veličine 64 bita (0, 2, 4, 6)
- Aritmetičko logička jedinica koja može vršiti sljedeće
  - aritmetiku brojevima s fiksnim zarezom (16,32 s predznakom)
  - aritmetiku brojeva s kliznim zarezom (32 ili 64 bita)
  - aritmetiku decimalnih brojeva (16, 32 bita s predznakom)
  - logičke operacije (dužine do 256 bajtova)

Pri dizajnu preradnika dizajneri su odlučili za sljedeću podjelu:
Napomena: Memorijska lokacija se izračunavala s osnovne adrese (base address), indeksnog spremnika (index register) i pribrajanjem pomaka od 0..4095
- naredbe se dijele na četiri vrste i razlikuju se po prva dva bita u narebi koja je zauzimala 8 bita
  - 00 - decimalno 0-63 (00h-3Fh) - tzv. RR naredbe odnosno naredbe između dva unutrašnja spremnika
  - 01 - decimalno 40-127 (40h-7Fh) - tzv. RX naredbe odnosno naredbe između unutrašnja spremnika i memorijske lokacije.
  - 10 - decimalno 128-191 (80h-8Fh) - tzv. RS ili SI naredbe
    - RS naredba je uključivala jedan spremnik i memorijsku lokaciju
    - SI naredba su uključivale jedan spremnik, memorijsku lokaciju i jednu posrednu lokaciju

  - 11 - decimalno 192-255 (C0h-FFh) - tzv. SS naredbe koje su obuhvaćale dvije memorijske lokacije.

Zbog ograničenja u dizajnu i izvedbi nekih modela sve naredbe nisu bile dostpune svim modelima unutar IBM System/360. Primjerice Model 20, Model 30 nisu posjedovali sve naredbe koje su bile dosupne modelima 60,62 i 70 zbog nedostatka spremnika unutar preradnika.

### Sabirnica i kanalizirani U/I
Sve vanjske jedinice u porodici računala IBM System/360 bili su povezani preko namjenske obradne jedinice s namjenskim naredbenim skupom i optimizacijom rada koja je omogućavalo brzi prijenos podataka i signala iz glavne memorije, preradnika i vanjske jedinice i obrnuto, ili s jedne vanjske jednice na drugu ili druge vanjske jedinice. Vanjske jedinice su bile povezane s posebnim kablovima koji su se zvali kanali, i ova vrsta spajanja i prijenosa zvao se kanalizirani ulaz/izlaz.
Kanalizirani U/I je radila slično kao DMA prijenos koji se kasnije rabio u nekim modernijim računarskim sustavima. Dizajneri i inženjeri IBMa stvorili su sustav kablova i međuspojnika, kao is stožerni i slojevni sustav koji je omogućavao spajanje raznih vanjskih jedinica s raznim svojstvima i brzinama. Inženjeri su imali problem kako spojiti brze jedinice, spore jednice, komunikacijske jedinice, i kako omogućiti prijenos podataka između glavne jedinice i ormarića s vanjskim jedinicama koji bi bili ekonomski i dovoljno čvrsto napravljeno da bi mogli prenositi podatke a da se ne u tom prijenosu unesu nepotrebne greške.Isto tako IBMov izazov bio je razviti sustav i tehnologije, koje će omogućiti jednostvano održavanje, i koje isto tako u eksploataciji neće kasnije postati problem sam za sebe.
U cilju da spoje jedinice raznih brzina, IBM je razvio sustav za komuniciranje između obradnika i vanjskih jedinica. Za sporije jedinice (bušene kartice, linijske pisače, zaslone) postojale su takozvane byte-multiplexer channels, dok za brze jedinice kao magnestke trake, kruti diskovi, magnetski bubnjevi, komunikacijske jedinice postojali su tzv. communication controllers (komunikacijski upravljači). Svi modeli IBM System/360 osim Modela 20 imali su bajtni multiplekser i barem jedan ili više komunikacijskih upravljača. Modeli do broja 50 imali su ugrađene bajtne multipleksere i komunikacijske upravljače, dok su veći modeli imali zasebne upravljačke ormariće IBM 2860 ili IBM 2870. Neki modeli kao Model 70 mogli su samo imati jedan upravljački ormarić tipa IBM 2860 dok su modeli iznad Modela 70, imali manje modele is obitelji koji su obavljali zadaće za ulaz i izlaz.

### Ulazno/Izlazne jedinice
Kroz 1940-te i 1950-te godine tvrtka IBM bila je opće priznata tvrtka u proizvodnji raznih uredskih strojeva, i raznih drugih mehano-električkih uređaja koje je proizvodila za sebe, i za ostale naručitelje kao recimo američka država i vojska. IBM je imala dobro razgranatu proizvodnju iz kojih su izlazili uređaji dobre kvalitete. Za System/360 IBM je kapitalizirao na tim kompetencijama.

#### Magnetske trake
Krajem 1950-tih i početkom 1960-tih IBM je dominirao tržištem magnetskih traka. Dizajneri za IBM System/360 odlučili su da rabe magnetske trake širine pola cola na plastičnoj podlozi isto tako u industriji muzike i radio difuzije radi manje težine, dostupnost tehnoloških rješenja te budućih inovacija [nedostaje izvor] zbog velikog broj tvrtki koji su u tom području. Problem s magnetskim trakama na plastičnoj podlozi jest problem zatezanja, velikog ubrzavanja, i stajanja uređaja koji je izazivao opterećenja na plastičnoj traci koje su vodile do pucanja trake i njezinog zapeljavanja. IBMovi inženjeri i znastvenici uspjeli su riješiti probleme, i za razliku od svojih takmaca kao UNIVAC, nisu rabili teške željezne magnetske trake. Za novi sustav računala IBM je odbacio 7 tračni sustav spremanja podataka i prešli su na 9 kanalni sustav, koji je omogućavao veliku gustoću podataka po linearnom metru, isto tako je omogućavao brži prijenos podataka. Na novim magnestkim uređajima bilo je moguće čitati i pisati u prijašnjem sedmokanalnom formatu. Sustav magnetskih traka serije 2400 sastojali su se od kombiniranog upravljačkog uređaja i mehaničkog uređaja za magnetska kola. Kroz seriju IBM System/360 bila su dosupne sljedeće jedinice:
- 2401 (1964.)
- 2416 (1967.), sporiji i jeftiniji uređaj
- 2420 (1967.), brži uređaj, s automatskim spajanjem trake s kola na kolo, s gustoćom od 1600bpi

### Kruti diskovi
Tvrtka IBM imala je tehnološku prednost na polju krutih diskova u vrijeme kasnih 1950-tih, i za System/360 stvorila je jedinice IBM 2302 s fisksnim diskom i IBM 2311 koje su imale zamnjenjive pakove s magnetskim pločama.
IBM 2302 bio je poboljšana inačica modela IBM 1302, i imao je dva podmodela 2302-3 i 2302-4 koja su imala sljedeća svojstva:
- Brzina prijenosa podataka: 156 KB/s
- Zapremina: 2 x 112.79 MB (IBM 2302-3), 4 x 112.79 MB (IBM 2302-4)

### Ostale U/I jedinice
- Čitać bušenih kartica IBM 2501, bušać kartica IBM 2540
- Čitać bušene papirne trake IBM 2671
- Za System/360 postojala su dva linijska pisača IBM 1403 i sporiji IBM 1443

### Sukladnost s prijašnjim modelima
IBM System/360 je prvotno zamišljen kao zamjena za sve tadašnje modele računala koje je IBM do tada proizvodio, osobito za popularnije modele kao što je bio IBM 1401. Dne 1963. na tržištu je izašlo računalo Honeywell H-200 koji je po svojoj arhitekturi imao tvrdo umrežen preradnik i bio je blizak IBM 1401. Pošto je bio blizak po izvedbi na Honeywellu H-200 mogli su se pokretati programi s IBM 1401, a zbog svoje cijene i veće brzine uspio je uzeti dio IBMovog tržišta. Ovo je stvorilo probleme unutar dijela rukovodstva, osobito onih koji su ovisili o proizvodnji i prodaji modela 1401. Nova obitelj računala bila je još daleko, a takmaci su zbog zastarjele ponude od IBMa počeli odvoditi njihove klijente. Unutar IBMa pojavila se podijela jer na jednoj strani su gubili tržite a na drugoj strani nova obitelj računala je još u stanju dizajna i koja nije mogla možda ispuniti ona očekivanja. Zbog takve dvojbe grupa koja je dizajnirala i proizvodila IBM 1401 vidjela je šansu u rabljenju novih tehnologija koje su se razvile za System/360 osobtino SLT module koje su omogućavale brže i jefinije sklopovlje. Tako pok krinkom studije izvodljivosti SLTa da se izgradi novi preradnik za IBM 1401, dio rukovodstva IBMa pretvorio je ovaj studij izvodljivosti u puni projekt s imenom IBM 1470 koji je bio najavljen za veljaču 1964. godine u čistom suparništvu s novim IBM System/360 i skoro je potkopalo cijeli projekt da Bob Evans nije imao viziju o rabljenju mikroprograma u izradi novog preradnika. Rabljenje mikroprograma u izradi preradnika nije bio novitet u vremenu kada se dizajnirao System/360, jer koncept mikroprograma prvi je objasnio i predstavio Sir Maurice Vincent Wilkes 1951. godine na Prvoj konferenciji računarstva dok primjer uspješne izvedbe bilo je računalo LEO III tvrtke Lyons Computer Company koje se pojavilo na tržištu 1961. godine. Zbog dostupnosti mikromemorije i mogućnost brzog reporgramiranja, dizajneri su mogli izvesti podskup naredbe za IBM 1401 na sklopovlju System/360 i s time su izbjegli rani završetak ovog projekta. Ovaj emulacijski program omogućio je da System/360 da priliko predstavljanja na tržište 7. travnja 1964. godine IBM je ponudio svojim mušterijama emulacijski mod za IBM 1401.

## Modeli
Pri predstavljanju IBM System/360 tržištu 1964. godine IBM je izbacio 6 modela (30,40,50,60,62, i 70) i 40 perifernih jedinica. Kasnije su izašli modeli:
- 65 (1965.)
- 20, 44, 67, 75 (1966.)
- 91 (1967.)
- 25,95 (1968.

## Svojstva
IBM System/360 uveo je mnoge standarde za industriju:
- 8-bitni bajt
- Bajt-adresabilna memorija
- 32-bitna riječ
- aritmetika dvojnog komplimenta
- IBM Floating Point Architecture (IBM arhitektura kliznog zareza)
- EBCDIC znakovni sustav
- devetokanalna magnetska traka

Iako mnogi pričvršćivaju tvrdnje da je IBM preko System 360 uveo mikrokod u komercijalnu uporabu za izradu preradnika, to je dalje od cijele istine. Mikrokod je bio poznat od 1947. godine preko MIT Whilwind ali Whilwind nije rabio mikrokod za izvršavanje sljedeće naredbe u nizu. Koncept je 1951. godine proširio Maurice Wilkes i u uporabu je uveo novinu da je mikrokod odnosno mikroprogram minijaturno računalo koje upravlja s funkcijama preradnika. Svoje ideje Wilkes je prvi put izveo na pokusnom računalu EDSAC2 1958. godine a prvo komericijalno računalo bio je LEO III tvtke LEO Computer Ltd.
Svojstva:
- Arhitektura: CISC
- Osnovna gradivna jedinica: hibridna integrirana kola
- Mikroprogram
- Registri:
  - Višenamjenski: R0-R15 - 32 bitni
  - Statusni : 1 x 64 bitni
- Prekidni sustav u pet klasa
  - Ulazno/Izlazni
  - Program
  - Nadzorni pozivi
  - Vanjski
  - Prekidi za projveru rada stroja

bio na srednjim strojevima, a pri kraju proizvodnje IBM System/360, IBM je samo isporučivao OS/360 s MFT i MVT.